# I Am Cait
I Am Cait è un documentario televisivo statunitense che racconta la vita di Caitlyn Jenner dopo la sua transizione da uomo a donna. Il documentario di otto episodi è stato trasmesso per la prima volta dal 26 luglio 2015, sul network E!. La serie si concentra sulla "nuova vita" di Caitlyn, esplorando i cambiamenti nei rapporti con la sua famiglia e con i suoi amici. La serie esplora anche come Caitlyn cerchi di adattarsi al nuovo ruolo di modello della comunità transgender.

## Produzione
Il network ha annunciato il documentario il 24 aprile 2015, immediatamente dopo che Caitlyn Jenner (al tempo ancora Bruce) è uscita allo scoperto come trans donna durante un'intervista a 20/20 con Diane Sawyer. "Bruce è incredibilmente coraggioso e fonte di ispirazione, e siamo fieri di far parte della sua profonda, personale ed importante storia," dichiara Jeff Olde, Capo della programmazione del network E!. "Questa serie presenterà uno sguardo non filtrato mentre Bruce entra audacemente in un territorio inesplorato, restando fedele a se stesso per la prima volta", ha aggiunto Olde. La serie ha selezionato un gruppo di consulenti rinomate, che includono Jennifer Finney Boylan, la dottoressa Marie Keller e Susan P. Landon, che lavoreranno alla serie per poterne parlare in modo adeguato, così come il supporto del GLAAD, un'organizzazione a sostegno LGBTQ focalizzata sui media. Il primo trailer della serie, intitolata I Am Cait, è stato rilasciato il 3 giugno 2015, dopo che Bruce si presentò come Caitlyn nell'intervista con Vanity Fair.
L'idea di una serie televisiva sotto forma di reality che documentasse la transizione di genere di Caitlyn Jenner fu inizialmente introdotta circa un anno prima che la serie fosse annunciata al pubblico. Jeff Jenkins, uno dei produttori di Al passo con i Kardashian, ricevette una chiamata per un incontro con Bruce, che gli confermò le voci sulla sua transizione. La serie fu confermata alcuni mesi più tardi una volta che Bruce ebbe la giusta idea sullo scopo della serie. "Sarebbe stata assillata per la storia, ed è per questo che, comprendo, ha deciso, [...] così [lei avrebbe] potuto raccontare tutto nel modo giusto", Jenkins immagina siano questi i motivi per cui Bruce abbia accettato di fare la serie. "Perché ho deciso di fare una serie? Per raccontare la mia storia ... Riguarda diventare chi si è veramente", Caitlyn in seguito ha spiegato i motivi per cui ha aperto la sua vita alla televisione in uno dei video promozionali.
Alcuni giorni dopo l'intervista con Diane Sawyer, E! ha trasmesso un episodio speciale di due parti su Al passo con i Kardashian intitolato About Bruce, in cui un altro lato della storia è stato raccontato con membri della famiglia che non comparivano nella precedente intervista di 20/20. Dee Lockett, scrivendo per Vulture, ha ipotizzato che le interviste "stabilissero strategicamente la transizione di Caitlyn per diventare la prossima serie più vista dello spettacolo, [I Am Cait]".
Lo serie è andata in onda per la prima volta su E!, la stessa rete che trasmette Al passo con i Kardashian, una serie televisiva reality in cui Jenner è presente insieme alla sua famiglia dal 2007. I Am Cait è prodotto da Bunim/Murray Productions, la stessa compagnia che ha creata Al passo con i Kardashian, insieme a Gil Goldschein, Jeff Jenkins, Farnaz Farjam, Andrea Metz e Melissa Bidwell e la stessa Jenner come produttrice esecutiva. Una proiezione privata del primo episodio è stata tenuta da Jenner una settimana prima della sua messa in onda ufficiale, mentre il primo episodio di I Am Cait è stato mostrato ai critici a Manhattan due giorni dopo. Il docu-reality è stato trasmesso nello stesso periodo di nuovi programmi legati alle questioni transgender, tra cui il reality show di TLC I Am Jazz ed il film dell'ABC Family Becoming Us.
Nell'ottobre 2015, la rete ha annunciato che il docu-reality sarebbe tornato per una seconda stagione. "La storia di Caitlyn ha acceso un dibattito globale sulla comunità transgender in un modo che non è mai stato visto prima", ha detto Jeff Olde, vice presidente esecutivo di E!. "Siamo onorati che Caitlyn abbia scelto di continuare a condividere la sua storia con i nostri spettatori di tutto il mondo", ha aggiunto Olde. La seconda stagione è stata trasmessa dal 6 marzo 2016.

### Cast
Nella serie sono presenti alcuni membri della comunità transgender che sono diventati parte della cerchia ristretta di Jenner, raccontanto per tutta la serie le proprie storie secondarie, per offrire informazioni sulla comunità transgender. Jennifer Finne Boylan, Candis Cayne, Chandi Moore, Zachary Drucker e Kate Bornstein sono apparse tutte dall'inizio della serie. Jen Richards faceva parte del cast, ma ha lasciato dopo la prima stagione. La hair stylist di Jenner Courtney Nanson è apparsa dalla prima stagione. La migliore amica ed assistente personale di Jenner Ronda Kamihira appare solo nella prima stagione. Dalla seconda stagione è apparsa un altro membro della comunità transgender, una diciottenne di nome Ella Giselle.

## Episodi
| Stagione         | Episodi | Prima TV USA   | Prima TV Italia |
| ---------------- | ------- | -------------- | --------------- |
| Prima stagione   | 8       | 26 luglio 2015 |                 |
| Seconda stagione | 8       | 6 marzo 2016   |                 |

## Accoglienza
La prima stagione ha ricevuto critiche generalmente positive. I critici hanno elogiato in particolare l'approccio della serie sui problemi sociali della comunità transgender e la sua influenza sul modo in cui gli americani vedono e comprendono le persone transgender. Il tono informativo e serio della serie è stato anche notato, per il modo in cui si differenzia da Al passo con i Kardashian, reality in cui Caitlyn ha partecipato insieme alla sua famiglia. Ad ottobre, la serie è stata rinnovata per una seconda stagione, andata in onda dal 6 marzo 2016.
Il 16 agosto 2016 E! cancella la serie dopo due stagioni, a causa dei bassi ascolti.

## Riconoscimenti

### Premi

#### Vinti
- GLAAD Media Awards 2016 per il miglior reality show

#### Candidature
- GLAAD Media Awards 2017 per il miglior reality show